# Ashley C. Williams
Ashley Christina Williams (Boston, 23 gennaio 1984) è un'attrice e cantante statunitense.

## Biografia
Nata a Boston, si laurea all'Accademia americana di arti drammatiche di New York.
È nota soprattutto per il ruolo di Lindsay nel film The Human Centipede (First Sequence).

## Filmografia

### Cinema
- The Human Centipede (First Sequence) (2009)
- Broken Crayons (2010)
- Empty Piper (2011)
- Leaving Circadia (2013)
- Hallows Eve (2013)
- A Guy Named Rick (2013)
- Patric Ms. Rosen (2013)
- Julia (2014)

### Televisione
- Hell's Kitty (episodio 13, 2012)
- Lady Business (episodio 2, 2013)
- Selene Hollow (episodi 1-4, 2013)